# Gerhart Schäfer
Gerhart Schäfer (* 30. September 1926 in Bamberg; † 1. Februar 2018 in Löningen) war ein deutscher Komponist und Hochschulprofessor.

## Leben
Während seiner Schulzeit von 1938 bis 1942 absolvierte Schäfer ein Vorstudium am Konservatorium in Osnabrück mit den Fächern Violine, Klavier und Theorie. An der Musikhochschule Detmold studierte er Komposition bei Wilhelm Maler und zusätzlich Violine und Viola. Er war in Leverkusen pädagogisch tätig, Dozent für Komposition und Musiktheorie am Städtischen Konservatorium Dortmund und 1974 bis 1986 Professor für Komposition und Musiktheorie an der Musikhochschule Detmold, Abteilung Dortmund.

## Musikpreise
- Musikpreis der Stadt Recklinghausen für das Werk „Konzert für Oboe und kleines Orchester“, 1956.
- Förderungspreis des Landes Niedersachsen 1964.

## Kompositionen

### Auswahl
- Konzert für Oboe und kleines Orchester, UA Osnabrück 1954, Helmut Winschermann, Osnabrücker Sinfonieorchester, Dirigent: Bruno Hegmann
- Quintett für Klarinette und Streichquartett, UA WDR 1957, Jost Michaels Raderschatt-Quartett
- „Espressioni“ für Viola und Klavier, UA Radio Brüssel II 1961, Rik Langewouters (Viola)
- „Reflexionen“ (Flöte, Vocal, Klavier), UA Musikhochschule Lübeck 1969
- „Diamorphosen“ für Streicher, UA Dortmund 1971, Philharmonisches Orchester
- Konzert für Kammerorchester, UA Dortmund 1973, Continuum-Ensemble, Dirigent: Werner Seiss
- „Permutationen“ für Orchester, UA Radio Bremen 1986, Nordwestdeutsche Philharmonie, Dirigent: Klaus Bernbacher

### Rundfunkaufnahmen
- Fünf Klavierstücke, 1959, WDR (Bernhard Kontarsky)
- Vier Klavierstücke, 1973, WDR (Herbert Henck)
- Quintett für Klarinette und Streichquartett, WDR (Franz Klein und das Gürzenich-Quartett)
- „Espressioni“ für Viola und Klavier, WDR (Rainer Moog)
- Vier Stücke für kleines Orchester, NDR-Hannover (Orchester der Jeunesses musicales, Dirigent: Klaus Bernbacher)
- „Diamorphosen“ für Streicher, Radio Bremen (Orchester der Jeunesses musicales, Dirigent: Klaus Bernbacher)
- „Sonata tragica“ für Englischhorn und Klavier, Radio Saarbrücken
- „Conversazione a tre“ für Oboe, Fagott und Cembalo, SWF und WDR
- „Espressioni“ für Viola und Klavier, SWF und Radio Bremen
- „Reflexionen“ für Flöte, Violoncello und Klavier, WDR und Bayerischer Rundfunk
- „Akuómenon“ für Altblockflöte und Klavier, Bayerischer Rundfunk und WDR
- Vier Stücke für Gitarre, WDR

### Auftragskompositionen
- Konzertantes Vorspiel für großes Orchester, UA Leverkusen 1956, Bayer-Philharmoniker, Dirigent: Erich Kraack (Auftraggeber: Bayer-Philharmoniker)
- Kantate „Entfaltung des Wesentlichen“ (Bariton-Solo, Chor, Orchester), UA Dortmund 1977, Ensemble der Musikhochschule, Dirigent: Hatto Ständer (Auftraggeber: Kulturkreis im Bundesverband der Deutschen Industrie)